# 紅絲絲隆頭魚
紅絲絲隆頭魚（学名：Cirrhilabrus lineatus），又稱紅絲絲鰭鸚鯛，為輻鰭魚綱鱸形目隆頭魚亞目隆頭魚科的其中一種，分布於中西太平洋區，從澳洲大堡礁至新喀里多尼亞海域，棲息深度20-55公尺，本魚體淡紫色至淡粉紅色，背面佈滿了黃色，顏色變化成白黃色或者腹側白色，有數縱列的紫色斑點與間斷的線與一條堅硬的紫色斑紋沿著背面，中央的鰭黃色的有藍色的斑紋，體長可達12公分，棲息在水質清澈的外海礁坡，生活習性不明，可做為觀賞魚。
其种加词“Lineatus”意为“线形的”。